# ゲミンガ
ゲミンガ(Geminga) とは、地球から見てふたご座の方向に約815光年離れた位置にあるガンマ線源の名称である。天体の正体は電波の放出がほとんどない中性子星であると考えられている。

## パルサー
ゲミンガは、約30万年前に大質量星が崩壊して超新星爆発を起こした際に遺された中性子星であると考えられている。1972年にアメリカ航空宇宙局 (NASA) ガンマ線宇宙望遠鏡「SAS-2 (Second Small Astronomy Satellite)」よって発見されてから約20年の間、ゲミンガの正体は不明のままであった。1991年3月にドイツ航空宇宙センターのX線宇宙望遠鏡「ROSAT (Röntgensatellit) 」が軟X線放射に0.237秒の周期性を検出したことによって、ようやくゲミンガの正体がパルサーであることが明らかとなった。

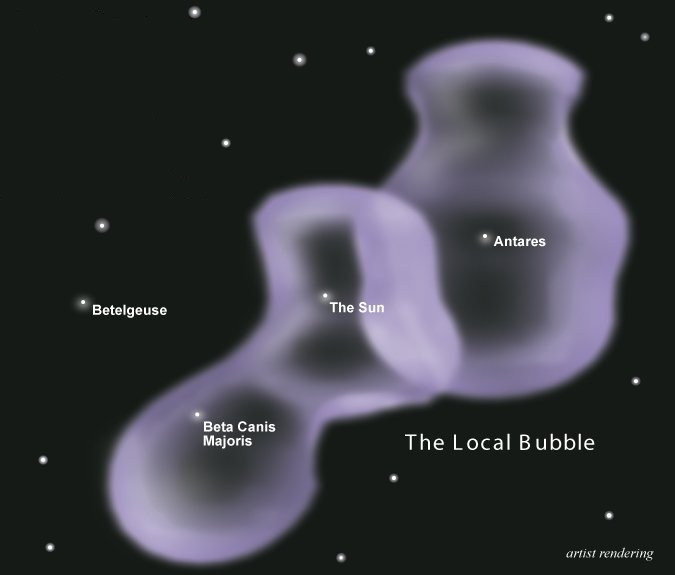
局所泡のイメージ図。太陽は約300万年前から局所泡にいる。

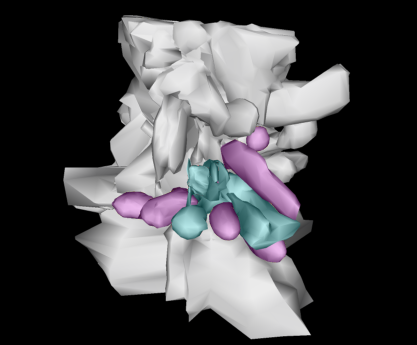
局所泡の3Dイメージ図（白色）。やや細長く、砂時計に近い形をしている事が分かる。

「局所泡 (英: Local Bubble) 」と呼ばれる、太陽系近傍に広がる星間物質が周囲に比べて低密度な領域は、ゲミンガの前駆天体の超新星爆発によって生じたものと考えられていた。アレシボ天文台によってゲミンガの方向から発生していると思われるマイクロメートルサイズの星間塵が発見されたこともその証拠とされた。しかしその後の研究では、局所泡は単発の超新星爆発によって生まれたものではなく、プレヤデス運動星団 (英: Pleiades moving group) 」のサブグループ「B1」で起きた複数の超新星爆発が原因であるとする説が有力となっている。

## 観測史

### 初期の観測
ゲミンガは、他の波長で観測されたことがあるどの天体とも関連付けることができない、最初の未確認ガンマ線源であった。この天体は、銀河のガンマ線背景放射として想定される強度をはるかに超えるガンマ線として初めて、アメリカ航空宇宙局 (NASA) のSAS-2衛星と欧州宇宙機関 (ESA) のCOS-B衛星という2つのガンマ線宇宙望遠鏡によって検出された。
SAS-2のグループは、1972年にガンマ線信号の中に約59秒の脈動が見られることを報告したが、検出されたガンマ線の件数が4ヶ月間で121件と少なかったことから、脈動の存在は統計的に有意ではないと結論付けられた。100MeVのエネルギーを持つガンマ線に対してガンマ線検出装置の空間分解能が約2.5°と粗かったことと、検出されたガンマ線の数が少ないことから、線源の正確な位置は不明で、比較的大きな「誤差領域」の中にしか限定できなかった。検出当時、この領域には4つの既知の電波源があり、2つの既知の超新星残骸が隣接し、天の川銀河の伴銀河が近くにあることが知られていたが、これらの既知の天体はいずれもガンマ線源と関連したものとは見なされず、SAS-2のチームは未発見のパルサーがガンマ線源として最も有力であると提唱していた。

### その後の観測

パルサーが自転により周期的に発光する原理。ゲミンガは放射の方向が地球に向いていない可能性がある。

SAS-2およびCos-Bの観測ではゲミンガの正体が何物であるかは判明しなかったが、その後のX線天文衛星のHEAO-2（1978年11月打ち上げ）による観測では、正体までは特定できなかったもののCos-Bの観測した59秒周期のガンマ線パルスがエラーではなく有意であり、何らかの天体から放出されているものであることを突き止めた。
さらにアメリカニューメキシコ州にある超大型干渉電波望遠鏡群による観測では、HEAO-2と同じ位置に青い色をした、視等級にして25.5等級の非常に微弱な電波源が点源として観測され、「G’’（ジー・ツープライム）」と命名された。その場所までの距離は約100pc（約326光年）であるとした。また、コンプトンガンマ線衛星（1991年4月打ち上げ）のガンマ線検出器EGRETの観測でも、SAS-2およびCos-Bと同じ場所でガンマ線源が見つかった。
1991年、ドイツのX線観測衛星ROSATは、50MeVの軟X線領域の0.273秒周期パルスをゲミンガの位置で観測した。このX線の観測によって、ゲミンガの正体が中性子星である可能性が極めて強くなった。

## その他の性質
ゲミンガは太陽の約4.2倍のエネルギーを放出しており、約30万年前に超新星爆発によって作られたと考えられている。178.2秒/年という極めて大きな固有運動を有しており、約205km/sの空間速度で移動していると考えられている。ゲミンガの放射と星間物質との衝突によって生まれたバウショックが2本の尾として観測されている。この移動は、ゲミンガを作り出した超新星爆発が、ゲミンガをはじき出すように非対称な爆発をしたためと考えられている。ゲミンガの現在の位置は地球から815光年(215pc)であり、ゲミンガと太陽系の移動も考えると、地球からかなり近い場所での超新星爆発である。

## 名称
「Geminga」は、「ふたご座にあるガンマ線源(Gamma-ray source in Gemini ) 」のかばん語であり、またミラノの方言で「存在しない (doesn't exist) 」「そこには無い (It's not there)」を意味するgh'è minga（発音: [ɡɛˈmiŋɡa]）にちなんで名付けられた。これは、ゲミンガの位置に相当する天体が発見当初見つからなかったためである。
2022年4月4日、国際天文学連合 (IAU) の星名に関するワーキンググループ (WGSN) は、Geminga をPSR B0633+17の固有名として公式に認証した。

## 太陽系外惑星の可能性
1998年に、Cos-BとEGRETによるガンマ線観測から得られた天体暦に見られるずれから、ゲミンガから3.3 天文単位の軌道を5.1年掛けて公転する太陽系外惑星の存在を示唆する研究結果が発表された。しかし2002年に提唱者を含む研究チームによって、このずれはノイズによるアーティファクトであるとする研究結果が発表され、系外惑星の存在は否定されている。